# Beautiful, Dirty, Rich
Beautiful, Dirty, Rich è un brano musicale della cantautrice statunitense Lady Gaga, registrato nel 2006, prima della fama mondiale e poi pubblicato nel 2008.
La canzone doveva essere il secondo singolo del suo album di debutto, The Fame, ma è stata sostituita da Poker Face. Tuttavia è stata pubblicata come singolo promozionale il 16 settembre 2008, per promuovere la serie TV Dirty Sexy Money.

## Descrizione
Il brano è stato scritto dalla cantante stessa insieme a Rob Fusari ed è stato prodotto da quest'ultimo. Lady Gaga racconta le esperienze vissute nel quartiere Lower East Side di New York, poco prima del suo debutto nel panorama musicale mondiale. In tono ironico e contenuto, la cantante denuncia la situazione di povertà del quartiere, in contrasto con la spensieratezza dei residenti che amano divertirsi e vestirsi secondo la moda. Gaga ha detto che la canzone "era solo me che cercava di capire come andassero le cose", e in seguito ha dichiarato che "stavo consumando un sacco di sostanze stupefacenti" quando ha scritto la canzone. Afferma che si tratta di come "ovunque tu viva o chiunque tu sia, puoi autoproclamare la tua fama interiore in base al tuo stile personale e alle tue opinioni sull'arte e sul mondo, nonostante tu ne sia consapevole", e anche sulle sue esperienze come artista in difficoltà che lavora nel Lower East Side.
La frase " Daddy I'm so sorry, I'm so s-s-sorry, yeah" è stata ispirata da "ragazzi ricchi" della zona che lei avrebbe sentito chiamare i loro genitori per i soldi con cui comprare la droga. Ha aggiunto che "alla fine quello che voglio che la gente ne prenda atto è 'Bang-bang'. Non importa chi sei e da dove vieni, puoi sentirti bello e luridamente ricco".
Musicalmente Beautiful, Dirty, Rich è stata descritta come una canzone dance pop con una forte presenza di sintetizzatore, ma, paragonata ad altri contenuti dell'album, risulterebbe la meno impregnata dal genere elettro. È inoltre composta in chiave B minore con un tempo moderato di 120 battiti per minuto. Durante la registrazione della canzone, Gaga era riluttante ad aggiungere alla canzone qualsiasi ritmo orientato alla dance music e ha insistito per mantenere la sua versione originale rock. Tuttavia, il produttore musicale Rob Fusari la convinse che una drum-machine non avrebbe danneggiato la integrità, dicendole che i Queen, che erano una delle ispirazioni musicali di Gaga, la usavano nella loro musica.

## Video musicale
Il video musicale è stato diretto da Melina Matsoukas, a cui era stata già affidata la regia di Just Dance. Esistono due versioni del videoclip: una, a scopo pubblicitario, intervallata da scene della serie televisiva Dirty Sexy Money, pubblicata il 29 settembre 2008, mentre la seconda, pubblicata il 14 ottobre 2008, è la versione intera.
Le riprese si sono svolte negli interni di una ricca villa, ispirata agli ambienti della serie televisiva. Il video si apre con un'inquadratura del viso di Lady Gaga, vestita con un abito rosso e coperta da un cappuccio, che, sussurrando le prime parole del brano, avvicina una banconota alla fiamma di un accendino.

## Accoglienza
Il brano ha ricevuto buone critiche per la parte tecnica e per il forte timbro vocale. Matthew Chisling di AllMusic ha usato la canzone e Paparazzi come esempi di come i testi di The Fame "salano e pepano l'album con un'indecente sensazione di divertimento ed esuberanza club-friendly che un album dance ben prodotto dovrebbe avere". Genevieve Koski del   The A.V. Club ha chiamato LoveGame e questa canzone "inni dei club propulsivi" che "ti portano ondate dopo ondate di sintetizzatori e batterie programmate, risultando in un viaggio sonoro vertiginoso che si avvicina al punto più alto di una notte di frequentazione di locali chimicamente migliorata". Sal Cinquemani di Slant Magazine ha detto sulla canzone che Gaga "rilascia le sciocchezze con successo".

## Successo commerciale
La canzone ha debuttato nella Official Singles Chart alla 89ª posizione a causa dei download digitali. Nella sua seconda settimana ha raggiunto il suo picco alla posizione numero 83. A marzo 2020, la canzone ha venduto 53.000 copie e acquisito 2,57 milioni di stream, rendendola la traccia di The Fame più venduta nel Regno Unito, non considerando i singoli.
Nella Dance/Electronic Digital Songs di Billboard, la canzone nel 2010 ha raggiunto la posizione massima alla 28ª posizione. Secondo i dati della Luminate Data, la canzone ha ottenuto 275.000 download digitali negli Stati Uniti.
Per quanto riguarda le certificazioni, nel 2016 la RIAA ha certificato la canzone con il disco d'oro.

## Esibizioni dal vivo

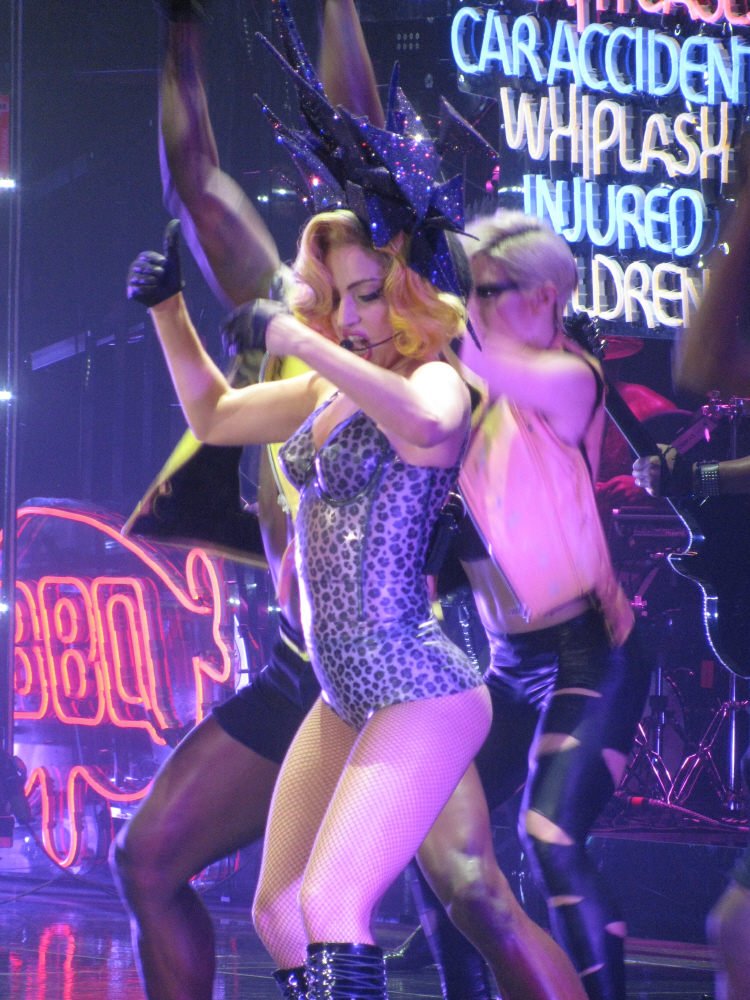
Lady Gaga canta Beautiful, Dirty, Rich durante il The Monster Ball Tour

Gaga si è esibita con Beautiful, Dirty, Rich al AOL Sessions, dove ha cantato anche Just Dance, una versione acustica di Poker Face, Paparazzi, e LoveGame. Ha eseguito il brano anche ad una Live Session per MTV UK insieme a Just Dance, LoveGame, e Poker Face. La canzone ha fatto parte anche della scaletta del suo primo tour mondiale, The Fame Ball Tour. Durante il tour, la canzone era preceduta da Paparazzi, che si concludeva con un breve medley di Starstruck e Lovegame. Seguiva l'esibizione di Beautiful, Dirty, Rich, quando Gaga si muoveva maliziosamente sul palco con i suoi ballerini, indossando una parrucca bionda a caschetto ed un tutù-scultura con dei futuristici pannelli triangolari di vetro specchiato, ed il corpo dell'abito completamente ricoperto da piccoli specchi di forma quadrata: il primo dei sei outfit indossati dalla popstar durante lo show. La canzone scandiva la fine del primo dei quattro atti dello spettacolo, ed era seguita da un interludio video intitolato The Brain, dove Gaga interpretava uno dei suoi alter ego, Candy Warhol, mentre si spazzolava i capelli
La performance della canzone, insieme alle altre due del primo atto, ha ricevuto una buona critica da Jim Harrington, di Mercury News, per aver dato il giusto sprint all'inizio dello spettacolo, e per aver messo in risalto le qualità canore della cantante. Mikael Wood di Rolling Stone, al contrario, è stato ben più critico riguardo l'esibizione, in quanto l'ha reputata troppo veloce e troppo concentrata.
Lady Gaga, inoltre, ha cantato il brano anche durante il suo secondo tour mondiale, il Monster Ball Tour. La performance cominciava al termine di Just Dance, come quarto elemento dell'atto d'apertura dello show. La cantante, per l'esibizione, indossava un cappello di glitter viola che copriva parte della sua parrucca bionda arricciata, poi si levava la giacca viola di nappa e rendeva visibile la sua tuta viola in PVC con le macchie nere, cominciando quindi a cantare. Durante la performance, Gaga iniziava ballando in modo molto provocante con i suoi ballerini, poi si arrampicava su una struttura fatta di pali e dopo lo stacchetto finale usciva di scena per cambiarsi d'abito, e cantare The Fame.
Il brano, dopo circa 7 anni che non veniva eseguito, è stato riproposto a partire dal 2018 durante il residency show Lady Gaga: Enigma.

## Classifiche
| Classifica (2009) | Posizione massima |
| ----------------- | ----------------- |
| Regno Unito       | 83                |